# روث أساوا
كانت روث أيكو أساوا (24 يناير 1926 – 5 أغسطس 2013) نحاتة أمريكية حداثية. أعمالها معروضة في مجموعات بمتحف سولومون غاغينهايم ومتحف ويتني للفن الأمريكي في مدينة نيويورك. خمس عشرة من منحوتات أساوا السلكية معروضة على نحو دائم في برج متحف دي يونغ بحديقة غولدن غيت في سان فرانسيسكو، والعديد من نوافيرها موجود في أماكن عامة بسان فرانسيسكو. كانت مدافعة عن التربية الفنية والقوة الدافعة وراء إنشاء مدرسة سان فرانسيسكو للفنون، والتي غُير اسمها إلى مدرسة روث أساوا سان فرانسيسكو للفنون في 2010. في عام 2020، كرمت الخدمة البريدية للولايات المتحدة عملها بإنتاج سلسلة من عشر طوابع تخلد ذكرى منحوتاتها السلكية المعروفة.

## نشأتها وتعليمها
وُلدت روث أساوا في 1926 في نوروالك بكاليفورنيا، وكانت إحدى سبعة أولاد. افتتح والداها، وهما مهاجران من اليابان، مزرعة خضراوات حتى اعتقال الأمريكيين اليابانيين في الحرب العالمية الثانية. احتُجزت الأسرة باستثناء والد روث في مركز تجميع أُنشئ على عجل في مضمار سباق سانتا أنيتا لمعظم عام 1942، وبعد ذلك أُرسلوا إلى مركز روهير لإعادة توطين الحرب بأركنساس. اعتقل عملاء مكتب التحقيق الفيدرالي والد روث، أوماكيشي أساوا، في فبراير 1942 واحتُجز في معسكر اعتقال نيومكسيكو. لمدة ستة أشهر بعد ذلك، لم تعرف عائلة أساوا ما إن كان حيًا أم ميتًا. لم ترَ أساوا والدها لمدة ست سنوات. كانت شقيقة روث الصغرى، نانسي (كيميكو)، تزور أقاربها في اليابان عندما اعتُقلت عائلتها. لم تتمكن من العودة، إذ منعت الولايات المتحدة دخول حتى المواطنين الأمريكيين من اليابان. أُجبرت نانسي على البقاء في اليابان طوال فترة الحرب. قالت أساوا عن الاعتقال:
لا أكنّ ضغائن لما حدث، ولا ألوم أحدًا. أحيانًا تخرج الأمور الجيدة من رحم الشدائد. ما كنتُ لأكون ما أنا عليه اليوم لولا الاعتقال، وأنا أحب ما أنا عليه.
اهتمت أساوا بالفن في سن مبكرة. عندما كانت طفلة، شجعتها معلمة الصف الثالث على إنشاء أعمالها الفنية الخاصة. نتيجة لذلك، حصلت أساوا على الجائزة الأولى في مسابقة الفنون المدرسية عام 1939، عن أعمالها الفنية حول ما يجعل شخصًا ما أمريكيًا. بعد تخرجها من المدرسة الثانوية في مركز الاعتقال، التحقت أساوا بكلية المعلمين الحكومية ميلووكي، ناوية أن تصير معلمة فنون. مُنعت من الالتحاق بالجامعة على ساحل كاليفورنيا، حيث استمرت الحرب وكانت منطقة الكلية التي تريدها ما تزال محظورة على ياباني الإثنية، سواء أكانوا مواطنين أمريكيين أم لا. لعجزها عن الحصول على وظيفة التدريس التدريبي المطلوبة لإكمال شهادتها، غادرت ويسكونسن بدون شهادة. (منحتها ويسكونسن الشهادة في 1998). روت أساوا تجربة عاشتها عندما توقفت في ميزوري لاستخدام المرحاض ولم تعرف وأختها أي مرحاض يجب أن تستخدماه. كان ثمة مرحاض للملونين ومرحاض للبيض في محطة الحافلات، وبسبب التمييز العنصري في ذلك الوقت اختارتا استخدام مرحاض الملونين. حالما صارت في بلاك ماونتن، وجدت المزيد من المساواة لها ولطلاب الأقليات الأخرى بما في ذلك الأمريكيين الآسيويين الآخرين والأمريكيين الأفارقة. كانوا متساوين في الحرم الجامعي، ولكن حقيقة العنصرية الأمريكية كانت واضحة في البلدة. أدى ذلك إلى إحساس مباشر بالوعي الاجتماعي في منحوتات أساوا وعلاقة حميمة متأثرة بالمصاعب التي مرت بها عائلتها باعتبارها من أقليات أمريكا. 

في الصيف السابق لسنتها الأخيرة في ميلووكي، سافرت أساوا إلى المكسيك مع أختها الكبرى لويس (ماساكو). حضرت أساوا فصلًا فنيًا في الجامعة الوطنية المستقلة في المكسيك، وكانت من بين معلميها كلارا بورست، وهي مصممة داخلية من كوبا. لكونها صديقة الفنان جوزيف ألبرز، حكت بورست لأساوا عن كلية بلاك ماونتن حيث كانت تدرّس. قالت أساوا:
قالوا لي إن العمل في مدرسة عامة سيكون شاقًا عليّ نظرًا إلى أن ذكريات الحرب ما تزال حديثة. حتى أن حياتي قد تكون في خطر. كانت هبة من السماء، لأنها شجعتني على متابعة اهتمامي بالفن، وبعد ذلك التحقت بكلية بلاك ماونتن في كارولاينا الشمالية.
من 1946 حتى 1949، درست في كلية بلاك ماونتن رفقة جوزيف ألبرت. تعلمت أساوا استخدام المواد الشائعة من ألبرز وبدأت التجريب بالأسلاك باستخدام مجموعة متنوعة من التقنيات. مثل جميع طلاب كلية بلاك ماونتن، حضرت أساوا دورات في مجموعة متنوعة من الأشكال الفنية المختلفة وساعد هذا النهج متعدد التخصصات في تشكيل ممارستها الفنية. كانت دراستها للرسم مع إيليا بولوتوفسكي وجوزيف ألبرز تكوينية. تستكشف رسوماتها من ذلك الوقت الأنماط والتكرار، وقد استمالها موضوع التعرّج بخاصة. تأثرت تأثرًا خاصًا بالجلسات الصيفية لعامي 1946 و1948، والتي تضمنت دروسًا للفنان يعقوب لورانس، معالج الصور الفوتوغرافية والمؤرخ بومونت نيوهول، وجان فاردا، والملحن جون كيج، ومصمم الرقصات ميرس كانينغهام، والفنان ويليم دي كونينغ، والنحات ليو أمينو، وآر. بوكمينستر فولر. وفقًا لأساوا، كانت دورات الرقص التي حضرتها عند ميرس كانينغهام ملهمة على نحو خاص. في أحد الفصول الدراسية التي تضمنت الطالب الزميل راوشنبرغ، أفادت أساوا أنهم ركضوا أسفل تل كبير كما لو كانت رقصة بمشاعل مشتعلة في طقس الربيع بسترافينسكي. في المقابل، وصفت أساوا تجربتها في الدراسة تحت إشراف جوزيف ألبرز بأنها أكثر تشكيليةً مما وصفه الطلاب الآخرون بفاشية في السلوك وعدم أخذ مشاعر طلابه في تعاليمه بعين الاعتبار. نقلت عنه قوله: «إذا أردت أن تعبر عن نفسك فافعل ذلك في وقتك الخاص، لا في صفي». فضل تدريس الاستكشاف والاكتشاف من خلال التصميم بدلًا من المعرفة الحرة المجددة التي يدرّسها الأكاديميون الآخرون. ارتبطت أساوا بهذا النهج بسبب الخلفية الثقافية لعائلتها وما تصفه بعدم التسامح مع العاطفة.